# بيل إيفز (لاعب دوري الرغبي)
بيل إيفز (بالإنجليزية: Bill Ives)‏ هو لاعب دوري الرغبي أسترالي، ولد في 1896 في Glebe, New South Wales ‏ في أستراليا، وتوفي في 23 مارس 1975 في Newport, New South Wales ‏ في أستراليا.